# Adam Tučný
Adam Tučný (Dunajská Streda, 21 maggio 2002) è un calciatore slovacco, centrocampista del Ružomberok.

## Carriera

### Club
Cresciuto nel settore giovanile di DAC Dunajská Streda e Slovan Bratislava, nel 2019 viene acquistato dall'AS Trenčín. Debutta in prima squadra il 13 giugno 2020 in occasione dell'incontro di Superliga vinto 4-0 contro il Pohronie.

### Nazionale
Ha giocato nelle nazionali giovanili slovacche Under-19 ed Under-21.

## Statistiche

### Presenze e reti nei club
Statistiche aggiornate al 6 dicembre 2021.
| Stagione        | Squadra         | Campionato      | Campionato | Campionato | Coppe nazionali | Coppe nazionali | Coppe nazionali | Coppe continentali | Coppe continentali | Coppe continentali | Altre coppe | Altre coppe | Altre coppe | Totale | Totale |
| Stagione        | Squadra         | Comp            | Pres       | Reti       | Comp            | Pres            | Reti            | Comp               | Pres               | Reti               | Comp        | Pres        | Reti        | Pres   | Reti   |
| --------------- | --------------- | --------------- | ---------- | ---------- | --------------- | --------------- | --------------- | ------------------ | ------------------ | ------------------ | ----------- | ----------- | ----------- | ------ | ------ |
| 2019-2020       | AS Trenčín      | SL              | 1          | 0          | CS              | 0               | 0               |                    | -                  | -                  |             | -           | -           | 1      | 0      |
| 2020-2021       | AS Trenčín      | SL              | 16         | 1          | CS              | 1               | 0               |                    | -                  | -                  |             | -           | -           | 17     | 1      |
| 2021-2022       | AS Trenčín      | SL              | 8          | 1          | CS              | 0               | 0               |                    | -                  | -                  |             | -           | -           | 8      | 1      |
| Totale carriera | Totale carriera | Totale carriera | 25         | 2          |                 | 1               | 0               |                    | -                  | -                  |             | -           | -           | 27     | 2      |

## Palmarès

### Club

#### Competizioni nazionali
- Coppa di Slovacchia: 1

Ružomberok: 2023-2024